# Druhá kůže
Druhá kůže (v anglickém originále Second Skin; v původním českém překladu Dvojnice) je v pořadí pátá epizoda třetí sezóny seriálu Star Trek: Stanice Deep Space Nine.

## Příběh
Bajorský ústřední archiv žádá informace od majora Kiry ohledně jejího sedmidenního pobytu ve vězení na Elemspuru. Problém je v tom, že si Kira na nic takového nevzpomíná, nicméně další spoluvězeň její přítomnost potvrdí. Major tak musí osobně zaletět na Bajor, ale během cesty ztratí vědomí a probere se až na Cardassii I v domě legáta Ghemora. Její vzhled byl upraven, takže nyní vypadá jako Cardassianka. Přichází k ní Entek, člen Obsidiánského řádu, a tvrdí, že je jejich agentka. Její pravé jméno je Iliana Ghemor a na svou minulost se nepamatuje proto, že její paměť byla před deseti lety zablokována.
Entek jí aplikuje látky na obnovení paměti a její otec se jí snaží pomoci se vzpomínáním, ale to se stále nedaří. Entek touží po informacích, které by měla Kira mít ve své hlavě a hrozí, že pokud si nevzpomene, donutí ji k tomu Obsidiánský řád třeba násilím. Mezitím na stanici zjišťují, že Kira zmizela a rozjíždějí pátrání. S důležitými informacemi se objeví Garak a komandér Sisko spolu s ním a Odem odlétají Kiru osvobodit.
Ghemor chce dostat Kiru z planety a ochránit ji tak před Řádem, snaží se tomu účelu využít přátel v disentu. V tu chvíli Kira vše pochopí, ale je již pozdě. Na scéně se objevuje Entek, který potvrdí správnost Kiřiny teorie. Celá akce byla namířena proti Ghemorovi, kterého Řád podezíral z ilegálních styků s disidenty a potřeboval k tomu důkazy. V tu chvíli se objevují Sisko a Odo se zbraněmi v rukou a zachraňují Kiru i Ghemora. Entek se je pokusí zastavit, ale Garak ho v sebeobraně zastřelí disruptorem. Kiře je odstraněn cardassianský vzhled a loučí se s Ghemorem, který dostal azyl od Mathenitů.

## Zajímavosti
- Postava Ghemora se objeví také v epizodě „Pouta z nejpevnějších“.
- Autor scénáře Robert Hewitt Wolfe se inspiroval povídkami Philipa K. Dicka „Sní androidi o elektrických ovečkách?“ a „Zapamatujeme si to za vás se slevou“.